# Tsutsui Natsuki
Tsutsui Natsuki (筒井 菜月) (sinh ngày 3 tháng 5 năm 1993 - ) là Hoa hậu Quốc tế Nhật Bản năm 2017. Cô cũng là Á hậu 4 Hoa hậu Quốc tế 2017.
Cô lớn lên trong một trại trẻ mồ côi từ năm 11 tuổi đến năm 17 tuổi do cha mẹ cô ly hôn. Natsuki kiếm được học phí bán thời gian, sau đó lang thang qua 40 quốc gia sau khi vừa tốt nghiệp trung học. Cô đã tham gia cuộc thi Hoa hậu Quốc tế Nhật Bản được tổ chức vào mùa thu năm 2017 với tư cách là đại diện của Nhật Bản, cô cũng giành ngôi vị Hoa hậu Quốc tế (hạng 5) trong số đại diện của 69 quốc gia/vùng lãnh thổ, giành được cú đúp giải Hoa hậu với Trang phục dân tộc đẹp nhất.
Cô kết hôn với Tomoya Tajima, Giám đốc điều hành của Manebi Inc.